# Vladimir Solov'ёv
Vladimir Solov'ёv (San Pietroburgo, 21 settembre 1909 – Mosca, 10 luglio 1968) è stato un attore sovietico.

## Filmografia parziale

### Attore
- Dni i noči (1944)
- Bol'šaja zemlja (1944)
- Il conquistatore dei Mongoli (1956)

## Premi
- Artista onorato della RSFSR
- Artista popolare della RSFSR
- Ordine della Bandiera rossa del lavoro
- Ordine del distintivo d'onore